# Promagistrat
Le promagistrat est un magistrat romain qui, à l'issue de sa charge annuelle à Rome, voit son imperium renouvelé par décision du Sénat pour assurer le gouvernement civil et militaire d'une province romaine en tant que proconsul, propréteur ou proquesteur.

## République romaine
Le promagistrat est un magistrat de la République romaine prolongé dans ses fonctions  ou agissant comme remplaçant d'un magistrat sortant avec le titre de proconsul, proquesteur ou propréteur : il exerce l'autorité militaire et judiciaire hors de la cité, au contraire de magistrats comme le tribun ou le censeur qui n'ont d'autorité que dans la cité. Le premier promagistrat connu est Q. Publilius Philo, consul prolongé dans son commandement en 327 av. J.-C. en tant que proconsul. Par la suite, la désignation des promagistrats s'est souvent faite dans des situations de crise et selon des procédures irrégulières. Le promagistrat peut être soit un magistrat investi de la promagistrature correspondante, soit un magistrat désigné à une promagistrature de rang supérieur, soit un citoyen jusque-là non revêtu de l'imperium. Le promagistrat est prolongé dans son imperium mais uniquement hors des limites de la cité : il ne peut réunir une assemblée, organiser une élection, proposer une loi, présider le Sénat. Il ne peut pas non plus rentrer dans la ville en franchissant le pomerium : s'il le fait, il perd son imperium. Il est nommé par une résolution du Sénat romain, le senatus consultum. Comme toutes les décisions du Sénat, celle-ci peut être annulée par les Comitia, comme le montre l'exemple du remplacement de Quintus Caecilius Metellus Numidicus par Gaius Marius pendant la guerre de Jugurtha.
Lors de son entrée en charge, le proconsul ou propréteur prononce un « édit provincial », programme d'administration imité de l'édit du préteur et qui, en principe, fixe les limites de son action. En fait, il détient les pleins pouvoirs civils et militaires, sauf à respecter les droits des citoyens romains et des cités alliées. Il rend la justice dans les affaires impliquant un citoyen romain ou s'il y a conflit de juridictions entre deux cités sujettes. Il tient ses assises dans la province pour décider des affaires les plus graves.
La constitution de Sylla, en 82 av. J.-C., rend presque automatique l'investiture des deux consuls et des huit préteurs qui, après un an de fonction à Rome, deviennent proconsuls ou propréteurs pour un an dans les provinces. Cependant, la réforme de Pompée, en 52 av. J.-C., supprime cet automatisme et rend au Sénat une pleine liberté de choix des promagistrats.

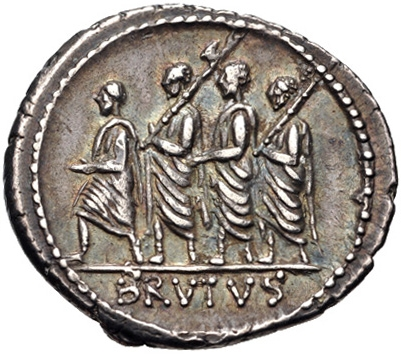
Le consul Marcus Junius Brutus, futur proconsul de Gaule cisalpine, escorté de licteurs. Denier romain, 54 av. J.-C.

Jusqu'à la deuxième guerre de Mithridate, il est habituel que les consuls en fonction dirigent l'armée ; par la suite, les commandements dans les provinces sont réservés aux promagistrats investis du commandement des légions ; le proconsul commande habituellement les armées les plus importantes et le propréteur, celles d'importance secondaire ; l'un est accompagné par 12 licteurs, l'autre par seulement 6. De façon exceptionnelle, Quintus Ciceron, frère de l'orateur, reçoit le proconsulat d'une province pacifique, l'Asie, sans aucune légion sous ses ordres. En 51 av. J.-C., on compte 7 provinces consulaires et 8 prétoriennes.
Le promagistrat, nommé pour un an renouvelable, n'a guère le temps de connaître les usages et intérêts de sa province. Il doit rendre des comptes au Sénat mais, en général, Rome ne lui demande que d'assurer la sécurité militaire et la rentrée des impôts, en collusion avec les publicains : pour le reste, il est tout à fait libre de s'enrichir et se rembourser de ses propres dépenses politiques en multipliant les exactions et détournement de fonds. Le cas de Verrès en Sicile est extrême mais non exceptionnel. Les provinciaux peuvent aller se plaindre au Sénat mais, sauf rares exceptions, les jugements ne sont qu'une parodie de procès car les sénateurs sont solidaires du promagistrat, issu de leur milieu.

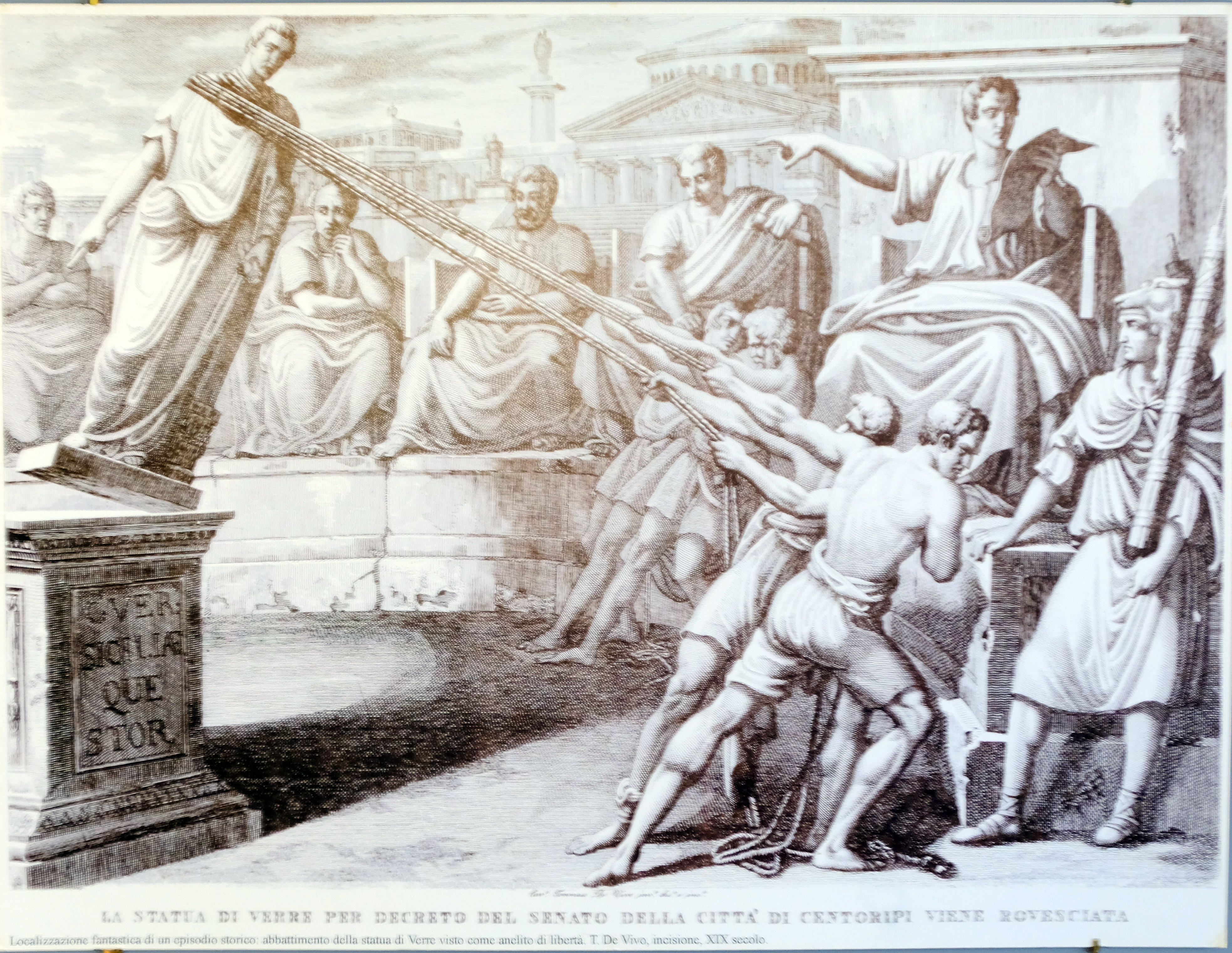
Un cas rare de punition d'un promagistrat : les habitants de Centuripe renversant la statue de Verrès. Gravure italienne, s.d.

La Lex Sempronia de provinciis consularibus, votée à l'instigation de Caius Gracchus en 123 av. J.-C., fixe les règles de nomination des proconsuls et propréteurs et impose un intervalle de 18 mois entre la fin des fonctions urbaines des consuls et préteurs et leur envoi dans les provinces. Une loi de Sylla, en 81 av. J.-C., permet au promagistrat de rester au gouvernement de sa province tant que le Sénat ne lui a pas envoyé de successeur, ce qui permet indirectement aux sénateurs de prolonger indéfiniment leur commandement, limité à un an à l'origine. En 53 av. J.-C., le Sénat impose un intervalle de cinq ans entre l'exercice d'une magistrature et celui de la promagistrature correspondante pour éviter que les candidats, ayant fait de lourdes dépenses pour se faire élire à une magistrature, ne cherchent à se rattraper en pressurant leur province. Cela conduit à désigner comme promagistrats d'anciens magistrats n'ayant pas encore assuré de fonctions dans les provinces : c'est le cas de Cicéron qui, ayant refusé le proconsulat de Macédoine à l'issue de son consulat en 63 av. J.-C., accepte en 51 le proconsulat de Cilicie et Chypre.
Un promagistrat était généralement soit proquestor (agissant à la place d'un questeur), soit propraetor (agissant à la place d'un préteur), soit proconsul (agissant à la place d'un consul). Un promagistrat avait la même autorité que le magistrat comparable, était accompagné du même nombre de licteurs et détenait généralement des pouvoirs officiels dans sa province. Les promagistrats avaient généralement déjà occupé le poste qu'ils remplaçaient, bien que ce ne soit pas obligatoire. Lorsque Pompée reçut le pouvoir proconsulaire de s'opposer à Quintus Sertorius pour se battre, le Sénat a précisé qu'il n'avait en fait pas été nommé promagistrat. Il avait été nommé pour agir non pas au nom d'un consul (pro consule) mais au nom des consuls (pro consulibus) .
Le proconsul ou propréteur est entouré d'un personnel réduit : un ou plusieurs légats, issus comme lui du milieu sénatorial, un questeur chargé des questions financières, un conseil privé (consilium) composé de ses amis, affranchis et experts. Le légat peut le représenter dans une partie de sa province avec le titre de legatus pro praetoret ; cependant, il n'est pas revêtu de l'imperium et, même s'il remporte une victoire, ne peut recevoir les honneurs du triomphe. Le proquesteur a des attributions essentiellement financières mais il peut, exceptionnellement, remplacer le proconsul ou le propréteur dans ses attributions militaires et pénales. C'est le cas de Caius Cassius Longinus, proquesteur en Syrie, qui doit assurer la défense de la province après la mort du proconsul Crassus et de ses légats lors du désastre de Carrhes en 53 av. J.-C..

## Empire romain

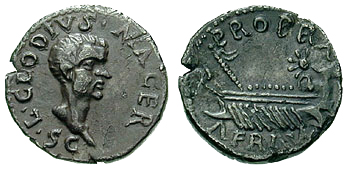
Denier de Lucius Clodius Macer, proconsul d'Afrique en 68.

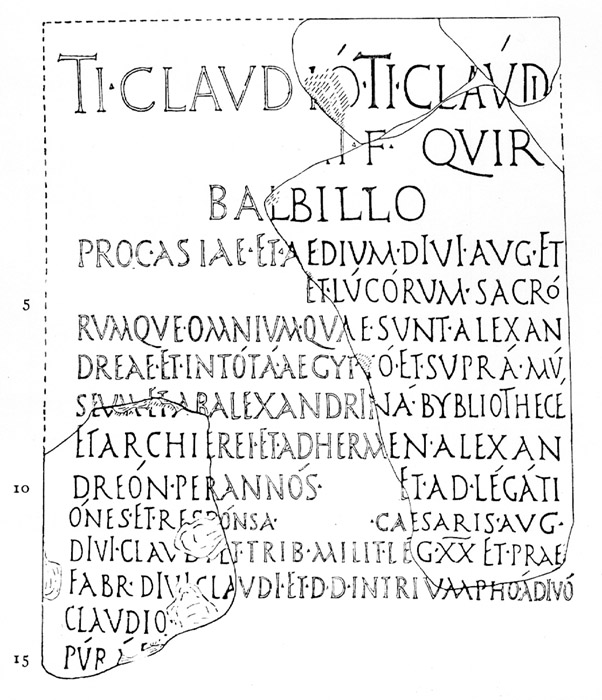
Inscription d'Éphèse donnant la carrière du procurateur Tiberius Claudius Balbilus, Ier s.

À partir d'Auguste, l'Empire est divisé en deux types d'administration. Les provinces sénatoriales sont confiées à un proconsul, ancien consul ou ancien préteur, tiré au sort parmi les sénateurs. Il est revêtu d'un imperium uniquement civil, essentiellement judiciaire. L'empereur intervient dans son administration par ses édits, par exemple celui d'Auguste pour la  Cyrénaïque, qui tendent à remplacer l'édit provincial. Les provinciaux peuvent faire appel des jugements du proconsul auprès de l'empereur ou de son préfet du prétoire. La perception du tribut et les monopoles d'État (mines, sel, etc.) sont confiés à des procurateurs nommés par l'empereur. Dans les provinces impériales, le gouverneur est nommé directement par l'empereur, revêtu de  l’imperium civil et militaire et habilité à commander les légions mais uniquement au titre de légat d'Auguste propréteur. Certaines provinces sont confiées à un procurateur issu de l'ordre équestre. À partir de Septime Sévère, au IIIe siècle, ces différences tendent à s'estomper : les proconsuls sont nommés directement par l'empereur et les procurateurs se voient conférer l’imperium alors qu'ils ne sont pas des promagistrats.
Les rapports hiérarchiques entre le promagistrat et le pouvoir central sont incertains : le proconsul d'Afrique peut présenter ses demandes à l'empereur ou, à défaut, au Sénat qui l'a élu mais il arrive aussi qu'il s'adresse aux consuls. En sens inverse, l'empereur peut intervenir directement sur des sujets comme le réseau routier ou demander la tête d'un banni mais, le plus souvent, il laisse les mains libres au proconsul et se contente de confirmer sa décision. Pour les mesures de bornage telles que la délimitation de la Fossa regia, concernant des terres de statut très variable, l'empereur peut envoyer un légat spécialement désigné.
Au IIIe siècle, un proconsul est honoré comme fondateur d'une colonie à Vaga mais le cas est exceptionnel : d'habitude, ce pouvoir revient uniquement à l'empereur. L'octroi de la citoyenneté romaine relève aussi de l'empereur mais l'onomastique suggère que ce choix a été souvent suggéré par le proconsul. Celui-ci a droit de justice en première instance ou en appel mais, le plus souvent, à partir de dossiers et témoignages recueillis par les magistrats des cités. Il ne décide pas des travaux municipaux mais peut veiller à la juste attribution des fonds ou obliger un évergète à tenir ses promesses. Du fait de son imperium, le proconsul est seul habilité à exercer une dédicace à valeur religieuse : s'il est absent, l'inscription indique que c'est lui qui délègue cette mission à son légat. Dans une province pacifiée comme l'Afrique, le proconsul n'a que rarement à exercer ses fonctions militaires ; parfois, il commande une expédition limitée contre les Gétules ou autres nomades. Au Ier siècle, il arrive qu'une cité batte monnaie en y inscrivant le nom du proconsul mais cette distinction disparaît par la suite.
Le proconsul d'Afrique doit ménager les intérêts des sénateurs, propriétaires de latifundia dans la vallée du Bagradas. Suétone (Vespasien, 4.5) laisse entendre qu'un proconsul honnête et désintéressé était l'exception mais on ne connaît que peu de cas de plaintes des cités contre un gouverneur corrompu ; dans certains cas, une inscription civique honorant le Génie du Sénat peut laisser entendre que le Sénat de Rome est intervenu en faveur des provinciaux maltraités. Il y a cependant une grande différence entre l'Afrique proconsulaire, où les cités maintiennent une large autonomie, et la Numidie, province militaire où le légat de la Legio III Augusta intervient de façon beaucoup plus autoritaire.
Le procurateur gouverneur de province, appelé hégémon (ἡγεμών) en grec, est le plus haut responsable de sa province au point de vue civil et militaire. Il est chargé du maintien de l'ordre, de l'entretien des routes et bâtiments publics, de l'exercice de la justice, avec des pouvoirs au moins égaux à ceux d'un gouverneur proconsulaire. Cependant, les procurateurs financiers, théoriquement subordonnés au gouverneur, peuvent en appeler directement à l'empereur et même un gouverneur prestigieux comme Suetonius Paulinus ou Iulius Agricola évite d'entrer en conflit avec un procurateur fiscal.